# フェルナンド・J・コルバト
フェンルナンド・ホセ・コルバト（Fernando José Corbató、1926年7月1日 - 2019年7月12日）は、アメリカの計算機科学者であり、タイムシェアリングオペレーティングシステムの先駆的開発で特に知られている。

## 業績
彼が関わった最初のタイムシェアリングシステム MIT Compatible Time-Sharing System は、1961年にデモンストレーションを行った。この経験を生かした次のプロジェクト Multics にはハネウェルが参加した。Multics は商業的には成功したとは言えないが、ケン・トンプソンらに直接的な影響を与え UNIX の開発を導いた。UNIX はある意味で Multics の直接的な後継であり、世界中で使われ、他のオペレーティングシステムの設計にも影響を与えた。

## 経歴
カリフォルニア州オークランドで生まれる。1950年、カリフォルニア工科大学を卒業。1956年、マサチューセッツ工科大学で物理学の博士号を取得した。卒業後 MIT 計算センターに勤務し、1965年に教授に就任。引退まで MIT にとどまった。
数々の賞を受賞しているが、1990年にチューリング賞を授与された。受賞理由は「汎用大規模タイムシェアリング・リソース共有型コンピュータシステムのコンセプト構築と開発を導いた先駆的業績に対して」。1998年にはC&C賞受賞。
2012年、コンピュータ歴史博物館のフェローに選ばれた。
コルバトはコルバトの法則でも知られている。その内容は次のようなものである。
アセンブリ言語かコンパイラ言語かということとは関係なく、ソースコードの、1日の（うちに生産できる）デバッグ済みの行の数はだいたい同じである。（Regardless of whether one is dealing with assembly language or compiler language, the number of debugged lines of source code per day is about the same!）
2度結婚している。2人目の妻イザベルとの間に2人の娘をもうけた。また、妻の連れ子の息子が2人いる。